# Бендер-Энзели
Бендер-Энзели, ранее — Энзели́, Бендере-Энзели (перс. بندر انزلی‎ — банда́р-е-анзали́, гил. أنزلي) — город на севере Ирана в провинции Гилян, административный центр шахрестана Энзели. Крупнейший иранский порт на берегу Каспийского моря, климатический курорт. По переписи 2006 года население города составляет 110 643 человек, большинство гилянцы.
В 1925—1980 годах город носил имя Пехлеви́.
В годы Гражданской войны в России силами Волжско-Каспийской военной флотилии в городе была проведена военная операция по возвращению в Россию судов и военного имущества, захваченного белогвардейцами. Тогда же, в 1920 году, была провозглашена Гилянская Советская Республика, просуществовавшая до сентября 1921 года.
С 1842 года по осень 1917 года российские корабли Каспийской флотилии постоянно базировались на острове Ашур-Ада и в порту Энзели. Советские корабли находились там в 1920—1921 и в 1941—1946 годах. 24 марта 1946 года правительство СССР заявило о выводе своих войск из Ирана. 2—26 февраля 1946 года советские войска были выведены с южного побережья Каспийского моря и сопредельных с туркменской границей районов.

## География и климат
Лагуна Энзели делит порт Энзели на две части. Город связан двумя мостами с островами Бехешти. Есть икорноперерабатывающий завод, руины 19-го века и популярный базар Шанбе. Турбебар — красивая деревня в 40 км от Энзели, недалеко от лагуны Энзели.
Энзели - самый влажный город Ирана. Климат напоминает своей тяжёлой осенью и осадками ранней зимой, постоянной высокой влажностью и облачностью побережье Японского моря в Японии, хотя он получает гораздо меньше осадков летом, чем там, но по-прежнему здесь влажный субтропический климат (Кёппен Cfa). Тёплая и влажная погода позволяет выращивать в этом регионе такие сельскохозяйственные культуры, как чай и рис, которые требуют большого количества воды. Особенно благоприятствует этому слив вод с гор Эльбурса.
| Показатель                    | Янв. | Фев. | Март | Апр. | Май  | Июнь | Июль | Авг. | Сен. | Окт. | Нояб. | Дек. | Год  |
| ----------------------------- | ---- | ---- | ---- | ---- | ---- | ---- | ---- | ---- | ---- | ---- | ----- | ---- | ---- |
| Абсолютный максимум, °C       | 29,0 | 27,5 | 33,0 | 35,6 | 36,0 | 34,0 | 37,0 | 36,0 | 32,0 | 37,0 | 34,0  | 31,0 | 37,0 |
| Средний суточный максимум, °C | 10,1 | 9,5  | 11,3 | 16,4 | 22,2 | 27,1 | 29,8 | 29,1 | 25,8 | 20,9 | 16,8  | 12,9 | 19,3 |
| Средняя температура, °C       | 6,9  | 6,6  | 8,6  | 13,3 | 18,8 | 23,4 | 26,0 | 25,4 | 22,4 | 17,7 | 13,5  | 9,5  | 16,0 |
| Средний суточный минимум, °C  | 4,1  | 4,1  | 6,2  | 10,6 | 15,8 | 19,9 | 22,2 | 21,8 | 19,1 | 14,8 | 10,6  | 6,7  | 13,0 |
| Абсолютный минимум, °C        | −7   | −11  | −4   | 2,0  | 8,0  | 10,0 | 15,0 | 16,0 | 12,0 | 5,0  | 2,0   | −4   | −11  |
| Норма осадков, мм             | 192  | 127  | 109  | 55   | 48   | 48   | 46   | 120  | 217  | 359  | 266   | 227  | 1818 |
| Источник: NOAA                |      |      |      |      |      |      |      |      |      |      |       |      |      |

## Экономика
Экономика города в основном основана на рыболовстве и переработке рыбной продукции. В городе также есть рисоочистительные, табачные, маслообрабатывающие, деревообрабатывающие предприятия.

## Достопримечательности
Энзелийская лагуна (или пруд) находится на побережье Каспийского моря, около города Энзели. В пруду растут тростник и лилии, камышовые заросли, много перелетных птиц (гуси, лебеди, утки, цапли), много разных видов рыб (постоянно обитают карп и щука, иногда заплывают белуга и судак), есть маленькие острова. Исключительно красив озёрный лотос, часто встречающийся в пруду. Примерно 200 дней в году пруд покрывает своей водой окрестные луга. Фауна и флора пруда охраняется законом.
Мол Энзели был построен с 1896 по 1914 годы, чтобы корабли и лодки не пострадали от волн моря. Сегодня он стал одним из самых любимых мест отдыха горожан и иностранных туристов, которые всегда делают здесь фотографии с видом на море. В последние годы мол был перестроен.
В 1936 году началось строительство бетонного моста между городами Газиян и Энзели (сегодня Газиян вошёл в состав Энзели). С моста открывается очень красивый вид на море и лес.
Башня с часами - одно из старейших зданий Энзели. Это - кирпичное здание белого цвета высотою в 28 метров с масляным светильником, служившее для осмотра местности и в качестве маяка кораблям. Оно было построено в 1816 году Хосров-Ханом Гурджи, наместником Фатх-Али Шаха. В 1930 г. со всех четырёх сторон башни были установлены часы.
Дворец Миян-Пощтэ расположен на берегу реки Сефидруд. Он был построен в 1930-35 годах и имеет площадь 1,2 тыс. кв. м. Во дворце 11 комнат и одна большая приёмная. В настоящее время во дворце расположен Военный музей, где можно посмотреть разные виды оружия начиная с эпохи Сефевидов. Дворец окружён кипарисовыми и померанцевыми деревьями. На втором этаже дворца есть дорогая мебель, красивые деревянные шкафы, бронзовые подсвечники, фарфоровая и хрустальная посуда.
В качестве сувениров в Энзели можно приобрести прежде всего разные виды рыб, которые водятся в Каспийском море, местную зелень, маслины, чеснок, медовую халву, кристаллический сахар, а также разнообразные поделки из дерева и украшения жемчуга. Сувениры можно купить на Рыбном рынке и Местном рынке, который работает по субботам.

## Демографическая динамика
Согласно пяти последним переписям населения Ирана численность населения Энзели изменялась следующим образом: 94,7 тыс. человек в 1991 г., 98,5 тыс. в 1996 г., 110,6 тыс. в 2006 г., 116,7 тыс. в 2011 г. и 118,6 тыс. в 2016 г. Энзели - один из самых медленно растущих крупных городов Ирана: за последние 25 лет его население выросло только в 1,3 раза, а среднегодовой общий прирост населения оказался равен 0,9% в год, а за 2011-16 гг. - только 0,33% в год.

## Города-побратимы
- Актау, Казахстан[15]